# 프로스펙트 베테라노프역
프로스펙트 베테라노프 역(러시아어: Проспект Ветеранов)은 러시아 상트페테르부르크 시에 있는 상트페테르부르크 지하철 키롭스코 비보륵스카야 선의 남쪽 시종착역이다. 이 역은 1977년 10월 5일에 개통되었다.
러시아에서 가장 붐비는 지하철 역 중 하나로 주변 위성도시로 이동하는 승객들이 많다. 프로스펙트 베테라노프 역은 1일 약 200,000명의 승객들이 이용한다.
또한, 많은 이용객들이 페테르고프궁으로 갈 때 환승하는 역으로 이용한다. 이 역에서 미니 버스(마르슈룻카스) 번호 4-343, K-639-б는 페테르고프궁으로 가는데 가장 편리하게 갈 수 있다.